# Château de la Sauldraye
Le château de la Sauldraye (ou manoir de la Sauldraye,) est un château situé à Plumelec dans le département du Morbihan.

## Localisation
L'édifice se situe au sein du hameau de La Saudraie, à environ 3,2 km à vol d'oiseau à l'est du centre-bourg de Plumelec.

## Historique
Le château est construit au XVIe siècle,, pour Jehan de Callac, sur des terres transmises par la famille de La Sauldraye. Il passe ensuite successivement aux familles de La Poterie (milieu du XVIIe siècle) et Le Blanc (en 1870),.
L'édifice est reconstruit dans le courant du XIXe siècle sur ses anciennes fondations. Une tour carrée et un pavillon sont ajoutées à la fin du XIXe ou au début du XXe siècle.
Le château est inscrit au titre des monuments historiques par arrêté du 25 septembre 1928.

## Architecture
Le château est composé de deux corps de bâtiments reliés entre eux par une porte et une poterne, en arc plein cintre. Celles-ci sont surmontées de mâchicoulis décoratifs. Au nord de la porte, une tourelle présentant des meurtrières fait la jonction avec le corps de logis.
Le corps de logis présente, sur sa façade, des reliefs de personnages, animaux et blasons (familles de Callac, La Sauldraye, Sérent et Brignac,).